# 사이타마 고속 철도
사이타마 고속철도 주식회사(일본어: 埼玉高速鉄道株式会社)는 일본의 철도 기업 하나이다. 본사는 일본 사이타마현 사이타마시 미도리구에 있다.

## 역사
- 1992년 3월 25일: 회사 설립
- 2001년 3월 28일: 철도 노선을 영업 개시.

## 철도 노선
- 사이타마 고속 철도선: 아카바네이와부치 ~ 우라와미소노 14.6 km

## 보유하는 철도 차량

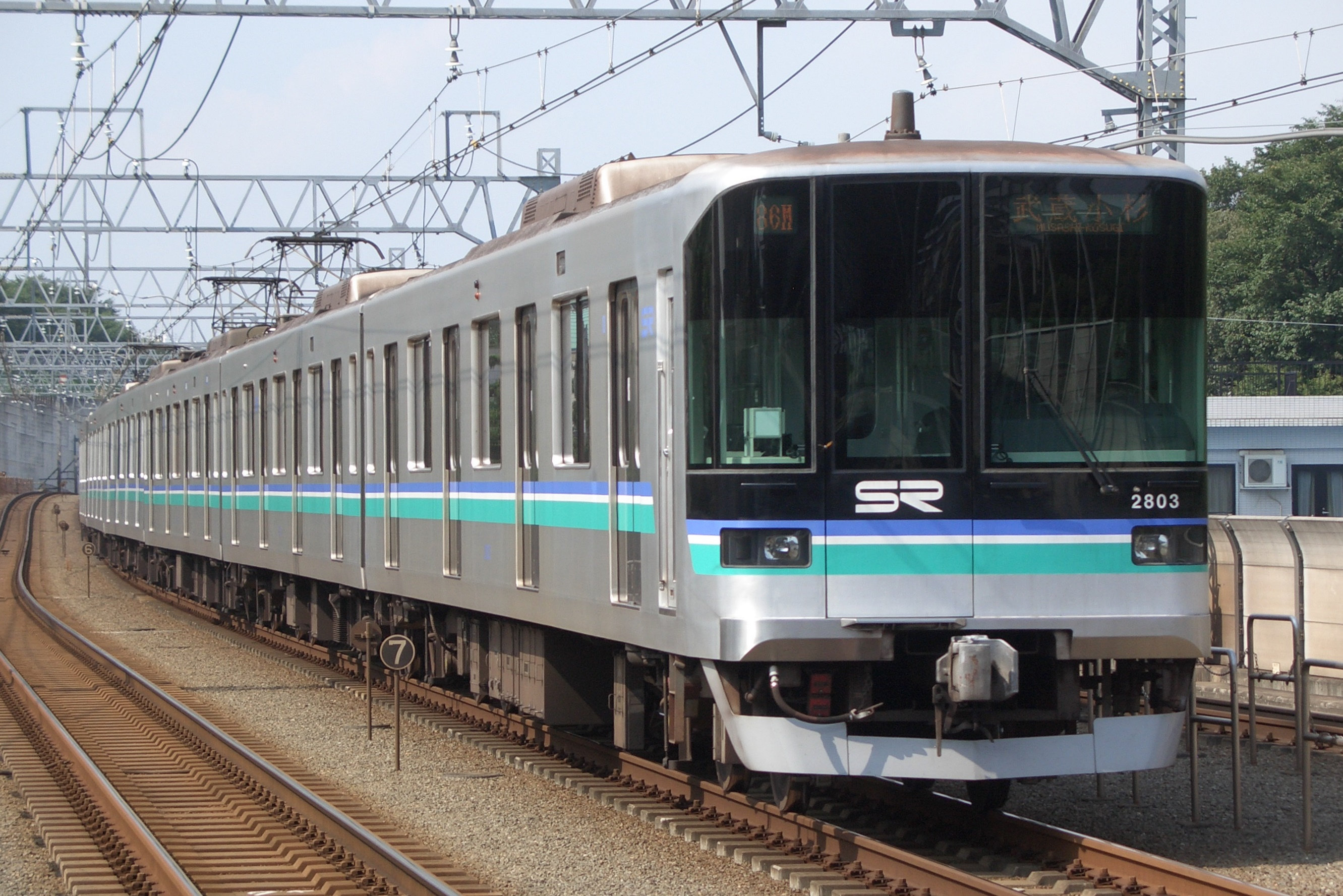
2000계

- 2000계

## 요금
어른 보통 여객운임(소아 50%·10엔미만). 일본의 철도중에서 요금이 높은 편이다. 덧붙여 개업의 시점에서는 5년마다 운임 인상이 계획되어 있었지만,5년이 지난 2006년 3월 이후도 가격 인상은 실시되어 있지 않다.
| km수    | 요금(엔） |
| 최초3km | 210       |
| 4～5    | 260       |
| 6～7    | 300       |
| 8～9    | 340       |
| 10～11  | 380       |
| 12～13  | 420       |
| 14～15  | 460       |